# Стрмець
Стрмець (хорв. Strmec) — населений пункт у Хорватії, у складі громади Загреба.

## Населення
Населення за даними перепису 2011 року становило 645 осіб.
Динаміка чисельності населення поселення:

## Клімат
Середня річна температура становить 10,50 °C, середня максимальна – 24,78 °C, а середня мінімальна – -6,16 °C. Середня річна кількість опадів – 905 мм.
| Клімат поселення                              | Клімат поселення | Клімат поселення | Клімат поселення | Клімат поселення | Клімат поселення | Клімат поселення | Клімат поселення | Клімат поселення | Клімат поселення | Клімат поселення | Клімат поселення | Клімат поселення | Клімат поселення |
| Показник                                      | Січ.             | Лют.             | Бер.             | Квіт.            | Трав.            | Черв.            | Лип.             | Серп.            | Вер.             | Жовт.            | Лист.            | Груд.            |                  |
| Середній максимум, °C                         | 6,25             | 8,16             | 12,70            | 17,04            | 21,68            | 24,78            | 23,98            | 23,38            | 19,59            | 14,54            | 8,60             | 4,78             |                  |
| Середня температура, °C                       | 0,06             | 1,95             | 6,50             | 10,84            | 15,46            | 18,56            | 20,26            | 19,70            | 15,90            | 10,82            | 4,90             | 1,07             |                  |
| Середній мінімум, °C                          | −6,16            | −4,25            | 0,28             | 4,62             | 9,24             | 12,34            | 16,55            | 15,97            | 12,17            | 7,11             | 1,19             | −2,64            |                  |
| Норма опадів, мм                              | 53               | 49               | 60               | 68               | 77               | 94               | 84               | 90               | 87               | 88               | 89               | 66               |                  |
| Середньомісячна швидкість вітру, м/с          | 1.70             | 1.80             | 2.27             | 2.12             | 2.00             | 1.80             | 1.80             | 1.60             | 1.60             | 1.60             | 1.70             | 1.70             |                  |
| Середньомісячна сонячна радіація, кДж/м²·день | 4166             | 6870             | 10491            | 14952            | 19092            | 20977            | 21989            | 19174            | 14152            | 8729             | 4567             | 3362             |                  |
| --------------------------------------------- | ---------------- | ---------------- | ---------------- | ---------------- | ---------------- | ---------------- | ---------------- | ---------------- | ---------------- | ---------------- | ---------------- | ---------------- | ---------------- |
| Джерело:                                      |                  |                  |                  |                  |                  |                  |                  |                  |                  |                  |                  |                  |                  |